# فرهنگ‌های زبان فارسی
فَرهَنگ‌های لُغَت در واقع کتاب‌هایی هستند که معانی واژگان گوناگون در آنها یافت می‌شود.

## فهرست فرهنگ واژگان فارسی معاصر
۱. فرهنگ معین
۲. لغتنامهٔ دهخدا
۳. فرهنگ عمید
۴. فرهنگ سخن

## فهرست فرهنگ واژگان فارسی تاریخی
از سدهٔ هشت  آغاز به نوشتن فرهنگهای پارسی آغاز شد. برجسته‌ترین آنها:
- فرهنگ قواس
- بحر الفضایل فی منافع الافاضل
- دستور الافاضل فی لغات الفضایل
- اداة الفضلا
- شرف نامه
- مفتاح افضلا
- تحفة السعادة
- مؤیدالفضلا
- تحفة الاحباب
- کشف اللغات
- فرهنگ وفایی
- فتح الکتاب
- مجموعة اللغات
- مدارالافاضل
- فرهنگ جهانگیری
- چهار عنصردانش
- جمع الجوامع
- لطایف اللغات
- برهان قاطع
- فرهنگ رشیدی
- سراج اللغات وچراغ هدایت
- محمود اللغات
- بهارعجم
- قسطاس اللغه
- شمس اللغات
- اصطلاحات شعرا
- هفت ملزم
- غیاث اللغات
- تسهیل اللغات
- بحرعجم
- ارمغان آصفی
- آنندراج
- آصف اللغات
- نقش بدیع
- فرهنگ نظام